# Болгарський переворот 1944
Болгарський переворот 1944 (переворот 9 вересня, (болг. Деветосептемврийски преврат) — державний переворот, який повалив уряд Болгарського царства напередодні 9 вересня 1944 року. За часів комуністичної диктатури ці події з метою пропаганди називали «Народне повстання 9 вересня» або «Соціалістична революція», оскільки це був поворотний момент на шляху до радикальних реформ задля побудови соціалізму радянського типу.

## Історія
Становище Болгарії було ненадійним. Вона все ще перебувала у сфері впливу нацистської Німеччини як колишня представниця держав Осі з німецькими військами в країні, незважаючи на проголошений Болгарією нейтралітет за 15 днів до того. Крім того, СРСР оголосив війну Болгарському царству за 4 дні до того, а частини його 3-го українського фронту Червоної армії увійшли до Болгарії через 3 дні. В країні відбувалися масові демонстрації, страйки, повстання. У багатьох містах та селах (6 — 7 вересня) владу на місцях взяли війська Болгарського Вітчизняного Фронту (без допомоги Червоної Армії): у Варні, Бургасі тощо.
Державний переворот був організований політичною коаліцією «Вітчизняний фронт» (на чолі з болгарськими комуністами) та здійснений підрозділами болгарської армії, що підтримували Фронт, і болгарськими партизанськими силами Народно-визвольної повстанської армії.
В результаті законний уряд прем'єр-міністра Костянтина Муравієва було повалено та замінено урядом Фронту на чолі з Кімоном Георгієвим. Болгарія відразу приєдналася до коаліції союзників Другої світової війни та взяла участь у Другій світовій війні. Царство Болгарія стало республікою після Болгарського республіканського референдуму в 1946 році. У країні відбулися масштабні політичні, економічні та соціальні зміни. Переворот призвів до входження Болгарії до радянської сфери впливу та початку становлення Болгарської Народної Республіки.